# Liste der Monuments historiques in Looberghe
Die Liste der Monuments historiques in Looberghe führt die Monuments historiques in der französischen Gemeinde Looberghe auf.

## Liste der Bauwerke
| Bezeichnung            | Beschreibung                  | Standort       | Kennzeichnung | Schutzstatus | Datum | Bild |
| ---------------------- | ----------------------------- | -------------- | ------------- | ------------ | ----- | ---- |
| Mühle Regost           | Erbaut im 18. Jahrhundert (?) | (Lage)         | PA00107732    | Inscrit      | 1979  |      |
| Windmühle Meesemaecker | Erbaut im 19. Jahrhundert     | C.D. 11 (Lage) | PA00107731    | Inscrit      | 1977  |      |